# Eldad Regev
Eldad Regev (hebrejsky אלדד רגב‎; 16. srpna 1980 Kirjat Mockin – 12. července 2006 Zar'it) byl izraelský voják, který byl 12. července 2006 spolu s Ehudem Goldwasserem unesen libanonským hnutím Hizballáh poblíž severoizraelské vesnice Zar'it. Únos obou vojáků vedl k vypuknutí druhé libanonské války. Měl hodnost seržanta první třídy.
Rezoluce Rady bezpečnosti OSN č. 1701 z 12. srpna 2006 vyzvala mimo jiné k bezpodmínečnému návratu unesených. Dne 16. července 2008, dva roky po únosu, byla těla dvou unesených vojáků vrácena Izraeli v rámci dohody s Hizballáhem. Izraelští představitelé tvrdili, že ohledání těl určilo, že oba vojáci byli zabiti při přestřelce. Libanonský ministr tvrdil, že vojáci byli zabiti při izraelském bombardování.

## Životopis
Narodil se a vyrůstal v Kirjat Mockin. Byl jedním ze čtyř synů manželů Cviho a Tovy. Studoval na ješivě Bnej Akiva Farchi Aharon v Kirjat Šmu'el, kde vynikal v biologii. Jeho matka zemřela, když byl ve 12. třídě. Dobrovolně se přihlásil k pěší brigádě Giv'ati. Po skončení vojenské služby v Izraelských obranných silách odcestoval na Dálný východ. Později se zapsal do přípravného kurzu Bar-Ilanovy univerzity.
Mezi jeho záliby patřily fotbal, hudba a knihy. Fandil týmu Maccabi Tel Aviv FC.

## Únos
Dne 12. července 2006 kolem deváté hodiny ranní místního času zahájil Hizballáh diverzní raketové útoky na izraelské vojenské pozice poblíž pobřeží a pohraniční vesnice Zar'it, jakož i na izraelské město Šlomi a další vesnice. Při útoku bylo zraněno pět civilistů. Bylo zasaženo celkem 6 vojenských stanovišť a monitorovací kamery byly vyřazeny z provozu.
Ve stejnou chvíli pronikli příslušníci Hizballáhu přes hranici a ukryli se v zarostlém vádí. Výbušninami a protitankovými střelami zaútočili na dvě izraelská Humvee hlídkující poblíž Zar'it, přičemž tři vojáky zabili, dva zranili a dva zajali (Ehuda Goldwassera a Regeva).
V reakci na útoky provedly Izraelské obranné síly kontrolu svých pozic a hlídek a zjistily, že kontakt se dvěma Humvee byl ztracen. Do oblasti byl okamžitě vyslán tank Merkava Mk III, obrněný transportér a vrtulník. Tank najel na velkou minu, což způsobilo smrt všech čtyř členů jeho posádky. Další voják byl zabit a dva lehce zraněni minometnou střelou, když se pokoušeli vyprostit jejich těla.
Izraelský premiér Ehud Olmert označil únos vojáků za „válečný akt“ ze strany suverénního státu Libanon, prohlásil, že „Libanon ponese následky“, a slíbil „velmi bolestivou a dalekosáhlou reakci“.

## Výměna vězňů
Dne 16. července 2008 schválila izraelská vláda dohodu o výměně vězňů. Hizballáh předal Izraeli těla dvou unesených izraelských vojáků výměnou za Samíra Quntára a čtyři další členy Hizballáhu zajaté Izraelem během druhé libanonské války, jakož i ostatky 199 Libanonců a Palestinců.